# ジェリー・ローリングス
ジェリー・ジョン・ローリングス（英語: Jerry John Rawlings, 1947年6月22日 - 2020年11月12日）は、ガーナの軍人、政治家。同国第4代（第四共和政初代）大統領。同国第8・10代国家元首。アクラ出身。

## 来歴

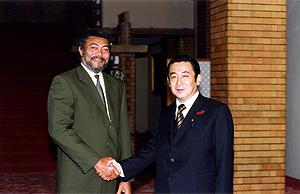
1997年12月2日、日本の内閣総理大臣官邸にて橋本龍太郎（右）と

ガーナ空軍大尉だった1979年に軍事クーデターでフレッド・アクフォ軍事政権を打倒し、軍事革命評議会(AFRC)議長に就任。第8代国家元首となったもののすぐに民政移管をおこない、ヒラ・リマン大統領に政権を移譲する。しかし、リマン政権は機能不全を起こし、経済の停滞が続いたため、1981年に2度目のクーデターを起こし、今度は長期軍事政権を布いた。
ローリングスは、当初社会主義を志向したものの、やがて1983年以降構造調整を実施し、ガーナ経済は年率5%程度の安定成長を遂げるようになり、これによって政情も安定した。
1992年、民主化を実施し、複数政党制を導入。大統領選挙では政情の安定及び経済発展を評価され、第4共和政の初代大統領に就任。1996年の選挙でも大勝するも、憲法の三選禁止の規定により、2000年の大統領選挙には出馬しなかった。
2020年11月12日に首都アクラの病院で73歳で死去。

## 政権運営と政治姿勢
ローリングスは大統領に在任中『民衆がエリートに押しつぶされたなら、軍隊は民衆に自由を与えるべきだ』と述べていた。彼の政治的立場は、軍部出身でありながらエリートや階級構造、政府高官らの汚職や腐敗を批判するポピュリズム、大衆迎合的な物であったとされる。また、白い服を着用し、大柄な体格、顎髭、サングラス姿で住民と話し合うその様は「よく響く太い声でクマのような大男」とさえ呼ばれ、その親しみやすさから現在でもガーナの現代史に深い影響を与えている。ローリングスのそういった姿勢は、ブルキナファソの革命家トーマス・サンカラ、ギニアの暫定大統領であるママディ・ドゥンブヤにも影響を与えた。
在任中にはクワメ・エンクルマが推進した反帝国主義的な外交政策を行い、かつ反米的な物であった。内政面でも、当初は左派的な政策を実施したが、1983年以降は構造調整やIMFからの借款で経済を建て直した。